# Leo Ejup
Leo Ejup (sinh 9 tháng 9 năm 1994) là một cầu thủ bóng đá Slovenia thi đấu cho Krško mượn từ Olimpija Ljubljana ở Slovenian PrvaLiga.